# Mialos
Mialos település Franciaországban, Pyrénées-Atlantiques megyében. Lakosainak száma 140 fő (2022. január 1.). Mialos Fichous-Riumayou, Lonçon, Louvigny, Méracq, Séby és Vignes községekkel határos.

## Népesség
A település népességének változása:
| Lakosok száma | 109  | 120  | 123  | 126  | 129  | 133  | 137  | 139  | 140  |
|               | 2013 | 2015 | 2016 | 2017 | 2018 | 2019 | 2020 | 2021 | 2022 |